# Tori shogi
Tori shōgi (禽将棋 sau 鳥将棋, „șah cu pasăre”) este o variantă a lui shogi (șah japonez), care a fost inventat de Toyota Genryu în 1799, în ciuda faptului că a fost atribuit în mod tradițional maestrului său Ōhashi Sōei. A fost publicat pentru prima dată în 1828 și din nou în 1833. Jocul este jucat pe o tablă 7×7 și folosește regula drop; este singura variantă tradițională de shogi, posibil în afară de wa shogi, care să facă acest lucru. Aceasta este una dintre cele mai populare variante shogi. Au fost turnee la Londra și Royston în anii 1990 și începutul anilor 2000.